# Nagari Lansek Kadok
Nagari Lansek Kadok is een bestuurslaag in het regentschap Pasaman van de provincie West-Sumatra, Indonesië. Nagari Lansek Kadok telt 6850 inwoners (volkstelling 2010).